# 李東寧

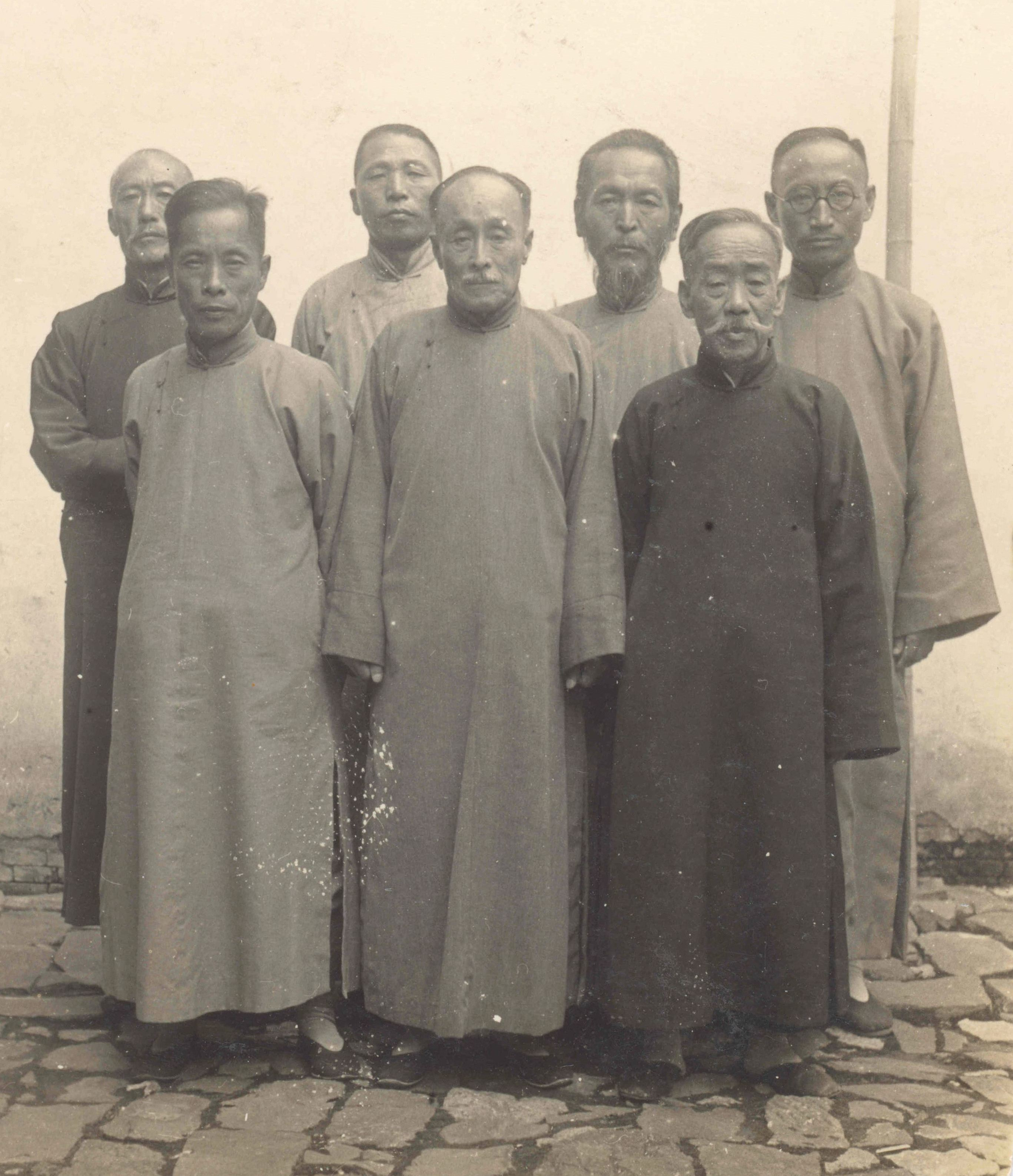
臨時政府要人と。前列中央が李東寧。

李 東寧（イ・ドンニョン、り とうねい、이동녕、1869年10月6日 - 1940年3月13日）は、現在の韓国忠清南道の天安(チョナン)出身の独立運動家で、大韓民国臨時政府の国務総理・大統領代理・第5代大統領（在任1926年 - 1927年）、国務委員長および国務委員を務めた。本貫は延安李氏。字は鳳所（봉소）、号は石吾（석오）、巖山（암산）。戊午独立宣言に参加した39人の独立指導者のうちの1人。臨時議政院初代議長。